# Fidel Ambríz
Fidel Ambríz, né le 21 mars 2003 à León au Mexique, est un footballeur international mexicain qui évolue au poste de milieu défensif au CF Monterrey.

## Biographie

### Carrière en club
Né à León au Mexique, Fidel Ambríz est formé par le club de sa ville natale, le Club León, qu'il supporte depuis tout petit et où il fait toutes ses classes jusqu'à l'équipe première. Il joue son premier match en professionnel le 10 novembre 2019 face au Deportivo Toluca dans le championnat mexicain. Il entre en jeu à la place de Ismael Sosa (en) et son équipe s'impose par quatre buts à zéro ce jour-là.
C'est également contre le Deportivo Toluca qu'il inscrit son premier but en professionnel, le 9 mai 2021, égalisant dans les dernières minutes de jeu. Son équipe s'incline toutefois lors d'une séance de tirs au but ce jour-là,.
Le 28 août 2024, Fidel Ambríz rejoint un autre club mexicain, le CF Monterrey. Il signe un contrat courant jusqu'en juin 2028.

### En équipe nationale
Il est sélectionné avec l'équipe du Mexique des moins de 20 ans pour participer au championnat de la CONCACAF des moins de 20 ans en 2020. Lors de cette compétition organisée au Honduras, il est titulaire et capitaine. Il joue les cinq matchs de son équipe, marquant deux buts, le premier lors de la victoire en phase de groupe contre le Suriname et le second en huitièmes de final contre Porto Rico. Son équipe est toutefois éliminée quarts de finales par le Guatemala après une séance de tirs au but,.

## Palmarès
Club León
- Championnat du Mexique (1) :
  - Champion : 2021.